# Hans Peter Cloos
Pour les articles homonymes, voir Cloos.
Hans Peter Cloos est un comédien, metteur en scène, scénariste, réalisateur allemand né en 1949 à Stuttgart (Allemagne de l'Ouest)[source insuffisante]. Il a effectué une grande partie de sa carrière hors de son pays, notamment à New-York et en France où il vit actuellement.

## Biographie
Hans Peter Cloos commence à pratiquer le théâtre à La Mama à New York. Il suit ensuite la formation de comédien de la Schauspielschule d'Otto Falckenberg, au  Kammerspiele de Munich.
Il fonde le groupe théâtral indépendant le plus important de la République fédérale d'Allemagne des années 70 : Die Rote Rübe (litt. « La Betterave rouge »). Il se produit notamment en France au festival de Nancy avec Terror, Paranoïa en 1975 et Amour, Mort, Hystérie en 1976. En 1979, il présente aux Bouffes-du-Nord Die Dreigroschen Oper de Bertolt Brecht et Kurt Weill qui remporte le prix de la Critique.
Il alterne par la suite œuvres du répertoire allemand des années 1920 (Marieluise Fleisser, Ödön von Horváth, Frank Wedekind, Brecht…) ou plus contemporaines (Herbert Achternbusch, Thomas Brasch, Elfriede Jelinek, Heiner Müller, Thomas Bernhard…), opéras et classiques étrangers (Shakespeare, Goethe, Molière, Lautréamont…).
Hans Peter Cloos a également réalisé plusieurs films, parmi lesquels La Pierre, la Terre, le Ciel (1991) avec Bernard Freyd et As Time Goes By (1999) avec Valérie Crunchant.

## Théâtre
- 1975 : Terror, Paranoïa, Festival de Nancy
- 1976 : Amour, Mort, Hystérie, Festival de Nancy
- 1981 : Susn d'Herbert Achternbusch
- 1982 : Purgatoire à Ingolstadt de Marieluise Fleisser, théâtre de la Commune (Aubervilliers)
- 1982 : Casimir et Caroline d'Ödön von Horváth, Théâtre national de la région Nord-Pas de Calais
- 1985 : Mercedes de Thomas Brasch, Théâtre national populaire, puis théâtre de la Ville, Festival d'automne à Paris
- 1986 : Othello de William Shakespeare
- 1987 : Richard III de Shakespeare
- 1987 : 2050, le radeau de le mort de Harald Müller, MC93 Bobigny
- 1988 : Quartett d'Heiner Müller, Schillertheater Berlin
- 1988 : La Vie de Gundling d'Heiner Müller
- 1988 : Mon Herbert d'Herbert Achternbusch, Théâtre national de l’Odéon

- 1990 : Le Malade imaginaire de Molière, Théâtre national de Chaillot
- 1991 : Les Chants de Maldoror de Lautréamont
- 1992 : Chambres de Philippe Minyana, théâtre Paris-Villette
- 1993 : Euryanthe opéra de Carl Maria Von Weber, Festival international d'art lyrique d'Aix-en-Provence
- 1993 : Cabaret Valentin de Karl Valentin, Théâtre national de Chaillot
- 1994 : Voyages d'hiver spectacle conçu par Christian Boltanski et Hans-Peter Cloos, Opéra-Comique
- 1994 : La Marie Vison de Shuji Terayama, Parco Théâtre (Tokyo)
- 1995 : Roméo et Juliette de Shakespeare, théâtre du Gymnase (Marseille) et théâtre du Rond-Point
- 1997 : Les Belles Endormies de Yasunari Kawabata, avec Christian Boltanski
- 1997 : Lulu de Frank Wedekind, avec Romane Bohringer, Théâtre national de Chaillot
- 1997 : Merlin de Tankred Dorst

- 2000 : Extrême Nudité de Christiane Liou
- 2000 : Ein Sportstück d'Elfriede Jelinek
- 2000 : Richard III de Shakespeare, avec Richard Bohringer
- 2000 : Cabaret Schoenberg d'Arnold Schoenberg, Opéra de Bordeaux
- 2003 : Déjeuner chez Wittgenstein de Thomas Bernhard, théâtre de l'Athénée-Louis-Jouvet, théâtre Montparnasse en 2004
- 2004 : Quartett d'Heiner Müller, théâtre de l'Athénée-Louis-Jouvet
- 2005 : Fumée d'Ivan Tourguéniev, Baden Baden
- 2005 : Le Caïman d'Antoine Rault, théâtre Montparnasse
- 2007 : La Danse de mort d'August Strindberg, avec Charlotte Rampling et Didier Sandre, théâtre de la Madeleine[5]
- 2007 : Biographie sans Antoinette de Max Frisch, théâtre de la Madeleine
- 2009 : Saleté de Robert Schneider, théâtre des Mathurins

- 2010 : Solness le constructeur d'Henrik Ibsen, théâtre Hébertot
- 2010 : Interview de Theo Van Gogh, Studio des Champs-Élysées
- 2010 : Une famille Ordinaire, de José Pliya, théâtre de l'Est parisien
- 2011 : Cabale et Amour, de Friedrich Schiller, théâtre du Conservatoire national supérieur d’art dramatique
- 2012 : Let Us Find the Words, correspondance entre Ingeborg Bachmann et Paul Célan, Contemporary Jewish Museum San Francisco, Goethe Institut de Boston et château de Chambord
- 2017 : Agatha de Marguerite Duras, Café de la danse (Paris)

## Opéra / Théâtre musical
- 1979 : Die Dreigroschen Oper de K. Weill et B. Brecht, théâtre des Bouffes-du-Nord - prix de la Critique 1979
- 1983 : Mahagonny de K. Weill et B. Brecht, théâtre des Bouffes-du-Nord
- 1990 : Elegie for Young Lovers de Werner Henke, Düsseldorf
- 1991 : Mozart de C. Marchewska, salle Gaveau (Paris)
- 1993 : Euryanthe de Carl Maria von Weber, festival d'Aix- en-Provence
- 1998 : Die Winterreise de Franz Schubert, avec Christian Boltanski, Brooklyn Academy of Music de New York, Opéra-Comique Paris et Opéra de Bordeaux
- 2000 : Troades d'Aribert Reimann, Opéra de Berne (Suisse)
- 2005 : Les Sept Péchés capitaux de Kurt Weill et Bertolt Brecht, chorégraphie Jean-Claude Gallotta, théâtre MC2 Grenoble et MC 93 Bobigny
- 2006 : Pierrot Lunaire de A. Schoenberg, avec Julia Migenes, Montclair Theatre (New York)
- 2014 : Tosca Puccini, Anhaltisches Theater–Oper (Dessau)
- 2018 : Prima Donna de Rufus Wainwright, Opéra Augsburg

## Filmographie

### Comédien
- 1972 : Der Radweltmeister de Hans-Dieter Schwarze (Film TV)
- 1975 : Anna d'Uschi Reich (Film TV)
- 1983 : Les Favoris de la lune de Otar Iosseliani
- 1992 : Warburg, le banquier des princes (série TV)
- 2014 : Diamant noir de Arthur Harari
- 2014 : Chant d’hiver de Otar Iosseliani
- 2019 : Amours à mort d'Olivier Barma (Film TV)

### Scénariste
- Menschenjäger
- Der blonde Engel
- Dernier Hôtel
- Kill Ram

### Réalisateur
- 1978 : L'Allemagne en automne (Deutschland im Herbst), co-réalisé avec Fassbinder, Kluge, Reitz, Rupé, Schlöndorff, etc. - prix spécial du Jury du 28e Festival de Berlin
- 1980 : L’Opéra de Quat'sous avec P. Kinski, M. Sperr, K. Rupé - Prix de la critique à Paris
- 1985 : Mercedes avec Tchéky Karyo et Marie Carré
- 1991 : La Pierre, la Terre, le Ciel avec Bernard Freyd - nommé au FIPA 1991
- 1991 : Cabaret Valentin, avec Denis Lavant, Katja Rupé et Yann Collette (La Sept/Arte)
- 1994 : Mir hat geträumt, avec Martin Sperr
- 1995 : Roméo et Juliette, avec Romane Bohringer et Denis Lavant (La Sept/Arte)
- 1999 : As Time Goes By avec Valérie Crunchant
- 2004 : Déjeuner chez Wittgenstein (RitterDeneVoss) de Thomas Bernhard avec Pierre Vaneck, Édith Scob, Catherine Rich  (Arte)